# Bastoni Rossi
I Bastoni Rossi (inglese: Red Sticks) furono un gruppo tradizionalista dei Creek Muscogee, stanziato negli Stati Uniti sud-orientali all'inizio del XIX secolo. I Bastoni Rossi guidarono un movimento di resistenza all'invasione europeo-americana ed all'assimilazione. Le tensioni sfociarono nella guerra Creek nel 1813. Inizialmente si trattava di una guerra civile combattuta dai Creek, ma poi ne vennero coinvolti anche gli Stati Uniti d'America quando i nativi furono coinvolti nella guerra anglo-americana.
Il termine "Bastoni Rossi" deriva dalle clave da guerra colorate e dai bastoncini rossi cerimoniali usati dagli uomini di medicina Creek. Questa fazione fu composta soprattutto dalle Città Alte, che sostenevano la cultura e la tradizione nativa, compresa la conservazione delle terre comunitarie per la coltivazione e per la caccia. Fu un periodo di pressione crescente esercitata sui territori dei Creek da parte dei coloni europeo-americani. I Creek delle Città Basse, più vicine ai coloni e con molte famiglie di razza mista, erano già stati costretti dagli statunitensi a cedere buona parte della loro terra.

## Contesto storico
I Bastoni Rossi erano originari soprattutto delle Città Alte della confederazione Creek e si opponevano all'assimilazione culturale degli Stati Uniti d'America. I Creek delle Città Basse, che costituivano la maggior parte della popolazione, avevano adottato uno stile di vita statunitense. Inoltre avevano celebrato numerosi matrimoni interrazziali tra le loro donne e i coloni europeo-americani, e intrattenevano rapporti commerciali con i coloni. In quel periodo, i figli di razza mista, come i capi William Weatherford e William McIntosh, venivano generalmente cresciuti tra i Creek. I Creek avevano una cultura matrilineare nella quale lo status di una persona derivava dal clan della madre.
Benjamin Hawkins, primo agente indiano nominato dagli Stati Uniti d'America nel sudest nonché sovrintendente degli Affari Indiani nel territorio a sud dell'Ohio, viveva tra i Creek e gli Choctaw, e li conosceva molto bene. Nelle lettere che scrisse al presidente Thomas Jefferson disse che le donne Creek erano matriarche ed avevano il controllo dei figli "quando legate ad un uomo bianco". Hawkins fece anche notare che i commercianti ricchi erano pressoché "disinteressati" ai figli di razza mista considerandoli "indiani". Quello che non capì della cultura Creek fu che i bambini avevano un legame più stretto col fratello maggiore della madre che col padre biologico, a causa dell'importanza della struttura del clan.
La guerra dei Bastoni Rossi, comunemente nota come guerra Creek (1813–1814), fu essenzialmente una guerra civile nella quale i Creek combatterono per il proprio futuro. Dopo che i Bassi Creek dichiararono una "amicizia incondizionata e unanime per gli Stati Uniti", le tensioni si trasformarono in violenza. I Bastoni Rossi attaccarono le città dei Bassi Creek. I Bastoni Rossi furono spalleggiati dai britannici, coinvolti nella guerra anglo-americana contro gli Stati Uniti, e dagli spagnoli, che tentavano di stabilire un punto d'appoggio in Florida e nei territori ad ovest del territorio della Louisiana.

## Massacro di Fort Mims
Attaccati dalla milizia statunitense mentre tornavano dalla Florida con le armi appena acquistate nel 1813, i Bastoni Rossi si riunirono e sconfissero le truppe in quella che divenne nota come the battaglia di Burnt Corn. Nonostante fosse stata la milizia dei bianchi a generare l'attacco, i coloni di frontiera e gli ufficiali statunitensi si preoccuparono per l'eventuale reazione dei Bastoni Rossi.
Nel tentativo di ridurre l'influenza dei Tensaw Creek nell'attuale Alabama sudoccidentale, i Bastoni Rossi decisero di attaccare la guarnigione a Fort Mims, nel territorio del Mississippi (l'odierna Tensaw), controllata dai Tensaw Creek. Lo storico Karl Davis considera l'attacco come una spedizione punitiva diretta contro i Tensaw, un gruppo di Bassi Creek che si erano "separati dai valori fondamentali dei Creek". Nella fortezza si trovavano anche bianchi sposati con donne indiane ed altri coloni con schiavi provenienti dalla frontiera, spaventati per la battaglia di Burnt Corn. Davis non crede che l'attacco a Fort Mims sia stato rappresentativo del conflitto tra Città Alte e Basse. Il forte era mal difeso e i Bastoni Rossi vi entrarono il 30 agosto 1813, uccidendo buona parte degli abitanti che vi si erano rifugiati.
Secondo le stime, al momento del massacro i coloni di Fort Mims sarebbero stati tra i 300 e i 500 (compresi, oltre ai bianchi, gli schiavi e i Bassi Creek). Le stime dei sopravvissuti sono variabili, e comunque non superano le 36 unità. Anche le perdite tra i Creek furono pesanti.

## Conseguenze
Il massacro ebbe effetti a breve e a lungo termine. Spaventati dalla capitolazione del forte e capendo poco delle tensioni interne tra i Creek, i coloni europeo-americani chiesero al governo protezione dai Creek. Con le forze federali impegnate nella guerra anglo-americana, Georgia, Tennessee, e Mississippi, organizzarono milizie per la difesa ed ingaggiarono i nativi americani alleati, come ad esempio i Cherokee, nemici tradizionali dei Creek. Lo storico Frank L. Owsley Jr. ipotizza che l'attività militare nella regione impedì ai britannici di occupare l'indifesa costa del Golfo nel 1814.
Il generale Andrew Jackson comandò le milizie statali contro i Bastoni Rossi. Alla fine, gli statunitensi sconfissero i Creek nella battaglia di Horseshoe Bend del 27 marzo 1814. I suoi uomini uccisero o catturarono buona parte dei Creek, ma alcuni sopravvissuti fuggirono in Florida dove si unirono ai Seminole proseguendo la resistenza nei confronti degli Stati Uniti d'America.
La guerra inasprì le ostilità tra Creek e statunitensi nel sudest. Gli europeo-americani avevano costantemente invaso il territorio di Creek e di altre tribù, obbligando gli occupanti alla cessione di terreni con numerosi trattati ma chiedendone sempre di più. La guerra fu iniziata per contrasti interni dai Creek che resistevano all'assimilazione e alla perdita di tradizioni, guidati da William Weatherford, Menawa e Peter McQueen delle Città Alte. Dopo la guerra i Creek furono obbligati a cedere agli Stati Uniti metà delle terre loro rimaste. Nel giro di vent'anni persero il resto della terra in seguito all'Indian Removal Act e furono deportati in territorio indiano a ovest del fiume Mississippi. Alcuni Creek scelsero di restare in Alabama e Mississippi diventando cittadini statunitensi. Le disposizioni del trattato che avrebbero dovuto assicurare loro dei territori non furono rispettate, e molti rimasero senza terra. Alcuni Creek migrarono in Florida, dove si unirono ai Seminole.

## Memoriale
La palizzata e la fortezza sono state ricostruite presso il sito storico. Lo Stato ha fatto apporre una targa nel luogo dove sorgeva Fort Mims, nella quale si ricorda come i britannici avessero fornito armi ai Bastoni Rossi durante la loro campagna contro le truppe del capitano Kaleb Jhonsons nel sud, durante la guerra anglo-americana.